# 舞踏会の手帖
『舞踏会の手帖』（ぶとうかいのてちょう、Un carnet de bal）は、1937年のフランスのドラマ映画。監督はジュリアン・デュヴィヴィエ、出演はマリー・ベルとモーリス・ベナールなど。20年前に社交界デビューした時の手帖を見つけた若き未亡人が、その手帖に記されたダンス・パートナーたちを訪ねる旅に出る姿を描いている。日本では1938年に封切られ、戦後にも上映された。マリー・ベルの相手役に、当時の名優たちが次々と出演する。

## ストーリー
未亡人になった若いクリスティーヌが、16歳の時の初めての舞踏会の手帖を頼りに、昔の踊り相手を訪ねて回ることにする。しかし、10人のうち2人は既に亡くなっており、最も思い入れのある美青年ジェラールは所在が不明である。
ジョルジュの家では母親が迎えた。クリスティーヌに恋していた彼は、彼女の婚約を知って自殺し、その事実を受け入れられない母親は狂っていた。
文学少年だったピエールは弁護士になったものの、犯罪に手を染めて服役し、今はキャバレーのあるじ兼泥棒に落ちぶれていた。クリスティーヌがむかし通りに唱える詩に付き合ううち、警察の手が回って引かれて行く。
作曲家志望だったアランは神父になっていた。恋人に捧げる曲をピアノで弾いたが、恋人は耳もかさず、ほかの男と笑い興じていたと、当の相手のクリスティーヌに、三人称で語る。
詩人気取りだったエリックはアルプスのガイドである。久し振りのクリスティーヌと意気投合して、無人の山小屋に同宿しようと決めた時、遭難事件発生をふれる鐘が響き、山男は義務感から直ちに雪の斜面を滑りくだる。
政治家を目指していたフランソワは、田舎町の大立者の町長となり、その再婚の挙式に町じゅうが湧いていた。ちょうどいい、式に出てくれとクリスティーヌを迎え、自作自演のワンマン挙式を陽気に進めるが、その裏で彼はならず者の養子に手を焼いていた。
医学生だったティエリーは医者にはなっていた。しかし、堕胎で稼ぐ闇医者で、精神障害の発作に悩んでもいる。クリスティーヌと貧しい食卓を囲むうちにそれが出て、彼女は内縁の妻に、二度とくるなと追い出される。その直後、狂ったティエリーは妻を撃ち殺す。
生まれ故郷の町では、ファビアンが美容師を愛想よくやっている。むかしの会場で舞踏会があるからとクリスティーヌを誘う。会場で出会った16歳の少女は、初めての舞踏会に興奮しているが、クリスティーヌの今の目には安手で、記憶に残る20年前の、夢のような思い出との落差にがっかりするのであった。
旅から帰ると、むかし恋したジェラールの住所がすぐ近くだとわかる。行ってみると、彼は直前に世を去っていた。遺した豪邸が今日人手に渡ると、残された息子ジャックが言う。クリスティーヌは彼を引き取り、母親の愛を注ぐ気になった。初めての舞踏会に送り出す時にいう。「少し緊張するでしょう。初めての煙草の時くらいに。」

## キャスト
- クリスティーヌ: マリー・ベル - イタリアのコモ湖畔の古城に住む未亡人。
- ブレモン: モーリス・ベナール（フランス語版） - クリスティーヌの亡夫の秘書。
- マルグリット・オディエ: フランソワーズ・ロゼー - ジョルジュの母。
- ピエール・ヴェルディエ: ルイ・ジューヴェ - キャバレーの経営者。現在の通り名はジョー。
- アラン・レニョー: アリ・ボール（フランス語版） - 元音楽家。現在はドミニク神父として少年合唱団を指導。
- エリック・イルヴァン: ピエール・リシャール＝ウィルム（フランス語版） - 山岳ガイド。
- フランソワ・パチュセ: レイミュ（フランス語版） - 田舎町の町長。
- ティエリー・レナル: ピエール・ブランシャール - 堕胎専門の闇医者。
- ファビアン・クティソル: フェルナンデル - 美容師。
- ジャック: ロベール・リナン - ジェラールの息子。

## スタッフ
- 監督: ジュリアン・デュヴィヴィエ
- 助監督: シャルル・ドラ（フランス語版）
- 脚本: ジュリアン・デュヴィヴィエ、アンリ・ジャンソン（フランス語版）、イヴ・ミランド（フランス語版）、ジャン・サルマン（フランス語版）、ピエール・ヴォルフ（フランス語版）、ベルナール・ジマー（フランス語版）
- 音楽: モーリス・ジョベール
- 撮影: フィリップ・アゴスティーニ（フランス語版）、ミシェル・ケルベ（フランス語版）、ピエール・ルヴァン（フランス語版）
- 編集: アンドレ・ヴェルサン
- 装置: ポール・コラン、ジャン・ドゥアリノ（フランス語版）、セルジュ・ピメノフ（フランス語版）

## 受賞
- 1937年、ヴェネツィア国際映画祭外国映画大賞（ムッソリーニ杯）。
- 1939年、キネマ旬報外国映画ベストテン第一位。

## その他
日本での公開は、1938年6月で、日中戦争のさなかの重苦しい「非常時」に、人生のはかなさを歌い上げる感じのこの映画は、好評であった。しかし、太平洋戦争勃発の翌年、享楽的、退廃的であるとして軍部によって上映を禁止された。
なお、クリスティーヌがキャバレーでピエールと唱え合う詩は、ポール・ヴェルレーヌの「感傷的な対話」である。
ドミニク神父が、少年の面接の後に少年聖歌隊に歌わせる曲は、ビクトリア T.L. de Victoriaの《おお、偉大なる神秘 O magnum mysterium》で、神父とクリスティーヌが別室で語り合うシーンでも、バックに流れる。
長谷川修に同名の『舞踏会の手帖』（人文書院）という短編がある（北村薫・宮部みゆき編『教えたくなる名短編』ちくま文庫 2014年に再録）他、日本の音楽ユニットであるALI PROJECTにも同名の『舞踏会の手帖』という楽曲がある。